# Жорж Неве
Жо́рж Неве́ (фр. Georges Neveux, 26 серпня 1900, Полтава — 27 серпня 1982, Париж) — французький драматург і поет.

## Біографія
Народився в Полтаві, у 1920 році емігрував до Парижу. Там він захопляюється ідеями сюрреалізму та знайомиться з Ремоном Кено та Жаком Превером. Але вже наприкінці 1920-х років відходить від ідей сюрреалізму. У 1927 році очолює Театр Єлисейських полів. З 1930-х років починає працювати сценаристом кінофільмів. У 1982 році був удостоєний Гран-прі Французької театральної академії.

## Вибрані роботи

### Кінематограф
- 1937 — Поклик життя
- 1937 — Вулиця тіней
- 1951 — Нок
- 1951 — Жюльетта або ключ до сновидінь
- 1958 — Таманго
- 1958 — Крістіна
- 1959 — Катя — некоронована цариця